# 커닝

A와 V사이에서의 커닝

커닝(kerning)은 글자의 모양 때문에 활자가 고르게 배열되지 않은 것처럼 보이는 것을 글자 모양에 따라 적당한 간격을 두게 조정하여 시각적으로 매끄럽게 보이게 하는 것을 말한다.
워드프로세서의 글자모양 조절 메뉴에는 '글꼴에 어울리는 빈칸'이라는 메뉴로 커닝을 설정할 수 있다.
자간은 글자의 모양과 상관없이 고정된 값을 가진다는 점에서 커닝과 차이가 있다.
예를 들어 건물을이라는 단어에서 '건'과 '물' 사이는 비어보이고 '물'과 을 사이는 붙어보인다. 이럴 때 커닝을 적용하면 '건'과 '물' 사이의 간격은 줄어들고 '물'과 '을'사이의 간격은 벌어져 전체적으로 글자 사이가 고르게 보인다.
서체에 따라 다르지만 한글의 경우는 이렇게 글자와 글자 사이의 겉보기 간격의 차이가 크지 않은 편이라 커닝을 반드시 조정해야 하는 것은 아니다.
로마자의 경우 글꼴에 따라 특정 알파벳들 사이의 간격이 불규칙해 보이는 정도가 더욱 심하며 커닝을 적용하지 않은 경우 타자기로 친 것처럼 허술해보이는 서체도 많다.

## 같이 보기
- 자간